# Ibn Sayyār al-Warrāq
Abu Muhammad al-Muthaffar ibn Nasr ibn Sayyār al-Warrāq (en árabe: أبو محمد المظفر بن نصر ابن سيار الوراق) fue un autor árabe de Bagdad, conocido por escribir en el siglo X el libro de cocina árabe más antiguo, Kitāb aṭ-ṭabīj (en árabe: كتاب الطبيخ‎). Contiene alrededor de 600 recetas, divididas en 132 capítulos.
Poco se conoce de al-Warrāq aparte de su nombre completo, lo cual sugiere, según Wilkins y Nadeau (2015), que al-Warraq era un librero, copista y escribano.